# Вулиця Івана Виговського (Київ)
Ву́лиця Іва́на Виго́вського — вулиця в Подільському районі міста Києва, місцевості Квітництво, Нивки, Виноградар. Пролягає від площі Валерія Марченка до проспекту Європейського Союзу.
Прилучаються вулиці Стеценка, Сирецько-Садова, Віктора Некрасова, Кальвільна, Абрикосова, Ананасна, Смородинова, Малинова, Огіркова, Баклажанна, Землянична, Порічкова, Ранетна, Сирецький проїзд, вулиці Квітникарська, Генерала Грекова (за проєктом), Олександра Олеся.

## Історія
Вулиця виникла в середині XX століття. До середини 1970-х років простягалася до глухого кута поблизу вулиці Віктора Некрасова (Сирецької). До 1976 року відрізок між сучасною площею Валерія Марченка і видавництвом «Київська правда» входив до складу вулиці Щербакова. З 1976 року мала назву вулиця Маршала Гречка, на честь радянського військового і державного діяча Маршала Радянського Союзу Андрія Гречка.
Упродовж 10 серпня — 10 жовтня 2018 року відбувалося громадське обговорення проєкту перейменування вулиці. У пресі стосовно процесу обговорення цієї та кількох інших пропозицій з'являлися припущення про ймовірно здійснені кібератаки ботів для штучного нарощування голосів «проти».
Сучасна назва на честь гетьмана Війська Запорозького Івана Виговського — з 2019 року.

## Установи та заклади
- Середня загальноосвітня школа № 45 (буд. № 22-А)
- Середня загальноосвітня школа № 63 (буд. № 10-А)
- Дошкільний навчальний заклад № 151 (буд. № 10-Б)
- Дошкільний навчальний заклад № 188 «Ластівка» (буд. № 6-А)
- Дошкільний навчальний заклад № 482 «Витоки» (буд. № 14-А)
- Дошкільний навчальний заклад № 486 (буд. № 20-Д)
- ПрАТ «Видавництво „Київська правда“» (буд. № 13)
- Центр зайнятості Подільського району (буд. № 20-А)
- Універсальна публічна бібліотека № 11 (буд. № 20-А)
- Відділення поштового зв'язку № 136 (буд. № 14)

## Зображення

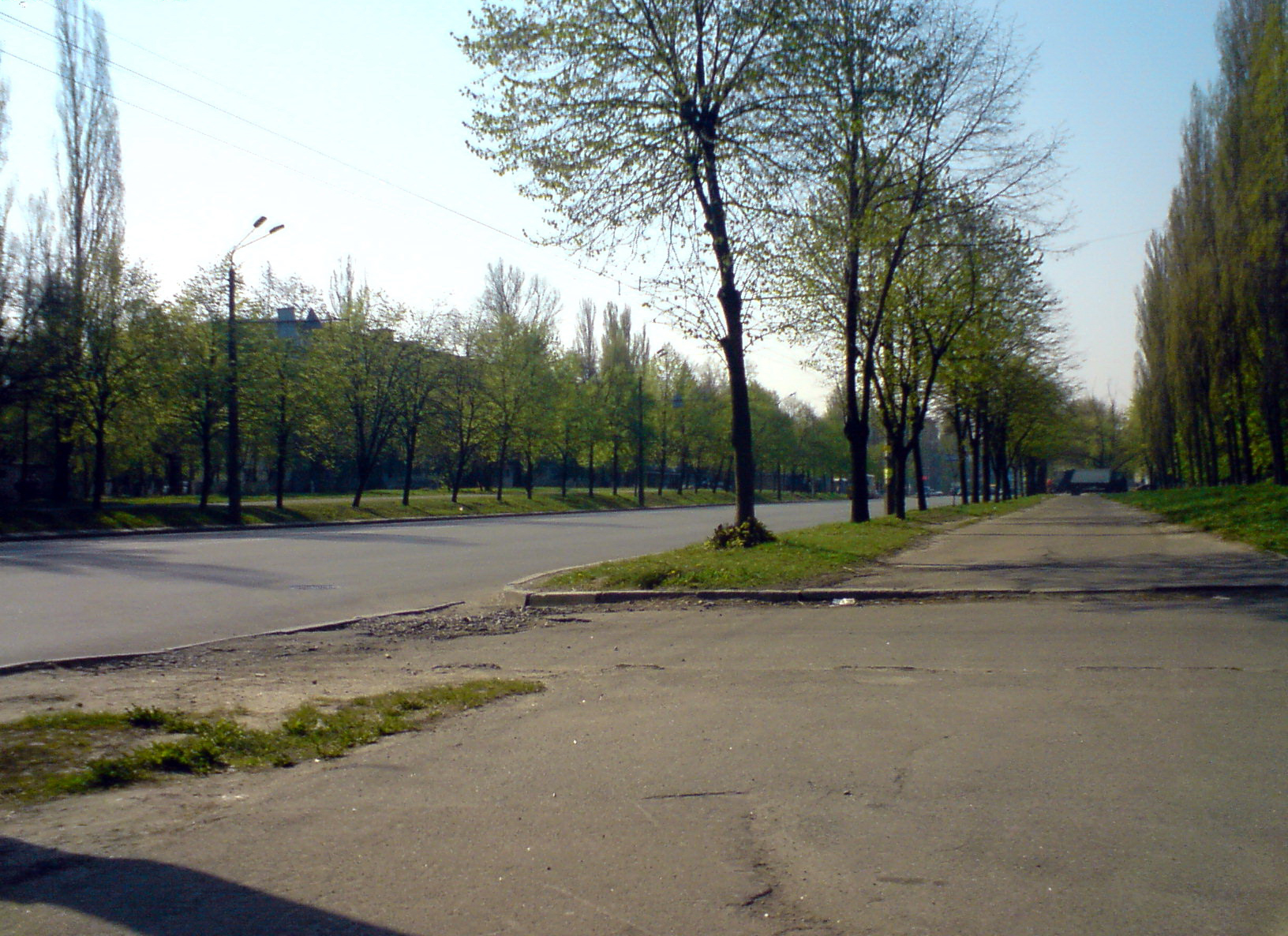
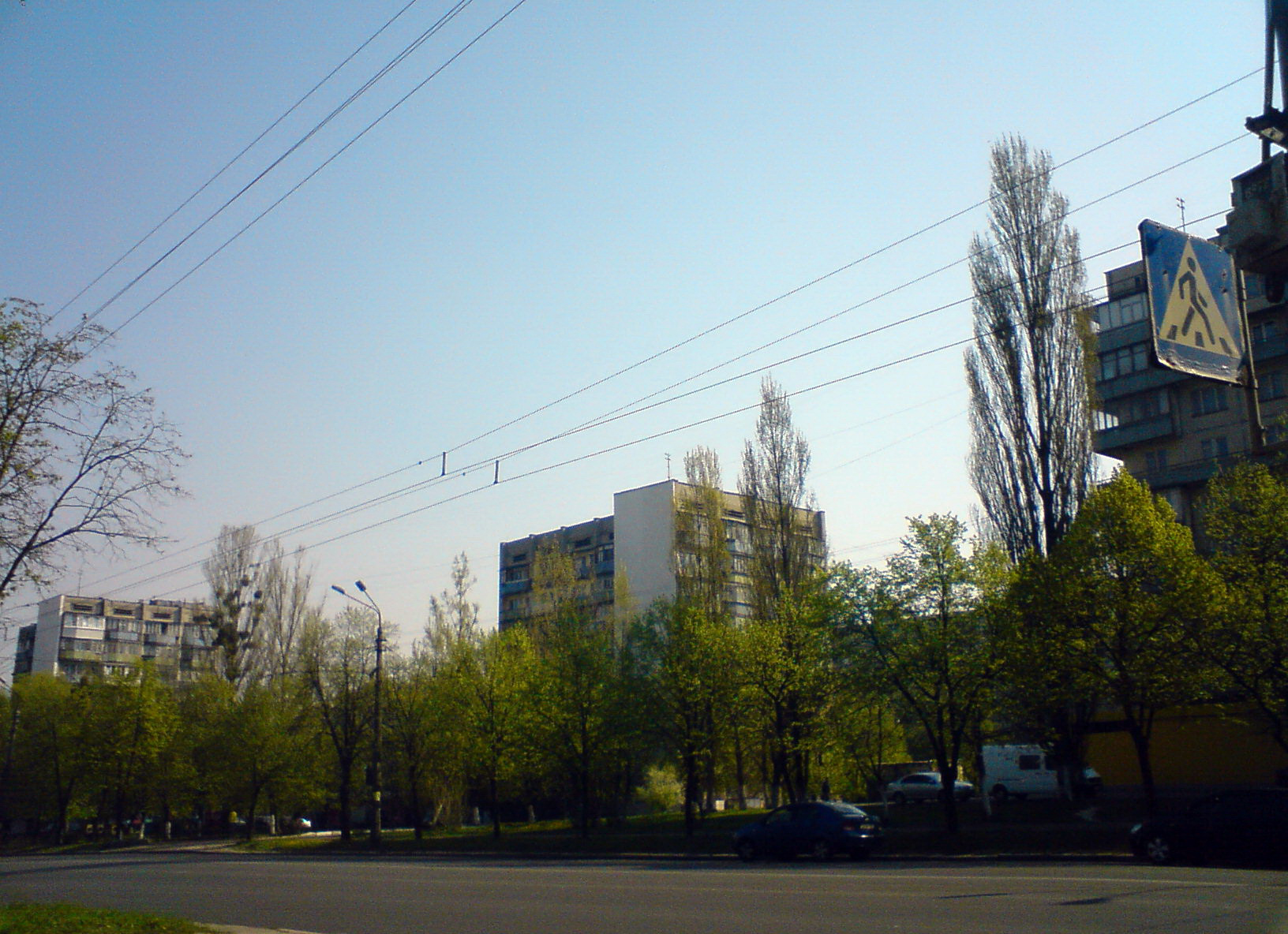
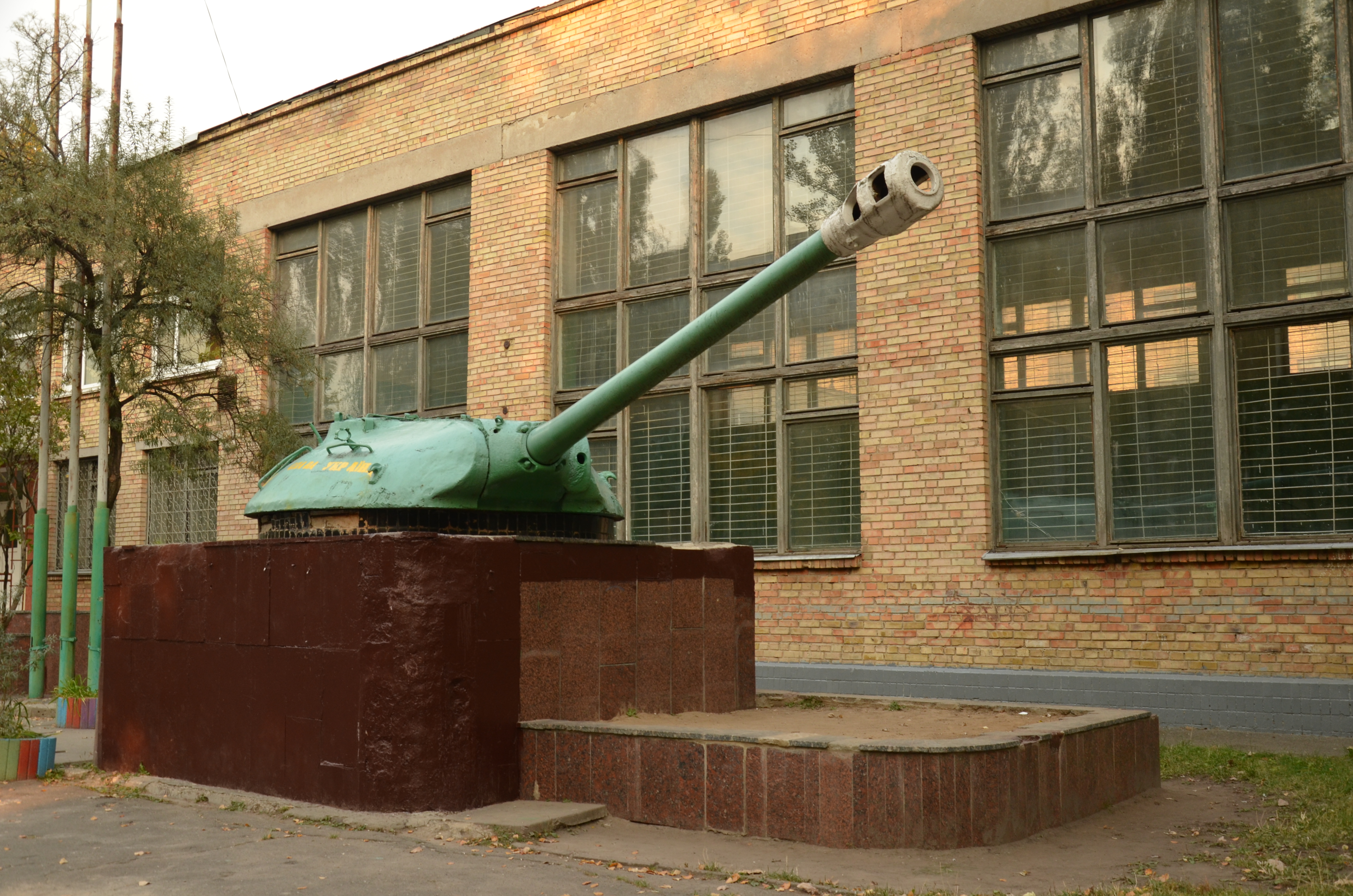
Пам'ятний знак воїнам 52-ї Фастівської танкової бригади біля школи № 45